# Соціалістичний реалізм

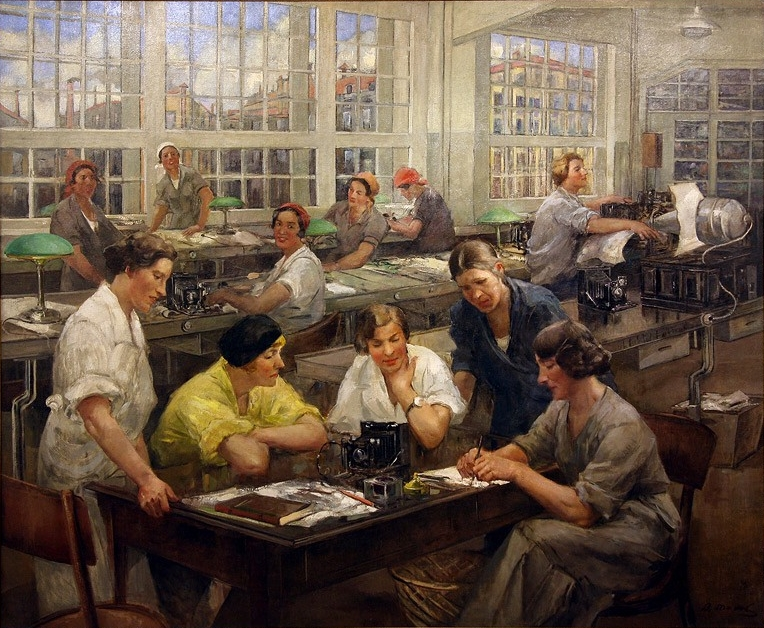
«Стахановки заводу імені ОДПУ», картина Віталія Тихова, 1931-1939 рр.

Соціалісти́чний реалі́зм (скорочено соцреалі́зм, рос. Социалистический реализм) — термін, який закріпився у радянському мистецтвознавстві для позначення художнього методу та стилю, що панував у СРСР з 1930-х років і до кінця 1980-х, а також у країнах, які підпали під вплив СРСР після Другої світової війни.
1932 року ЦК ВКП(б) ухвалив постанову «Про перебудову літературно-художніх організацій». Відповідно до цього документа діяльність митців мала контролювати Спілка радянських письменників, а основним творчим методом оголосили соціалістичний реалізм — термін, який запропонував літературний критик і партійний діяч Іван Гронський.
Цей художній метод встановлював для митців межі дозволеного та жорстко визначав пріоритетними ідеологію і пропаганду. Спершу виник у літературі, надалі поширився в живопис, скульптуру, драматургію, кінематограф. Характерні риси соцреалізму полягали в зображенні бажаних достатку, успіху й процвітання як уже насталих, демонстрації найкращих здобутків як типових, пропагуванні переваги загального над особистим, орієнтації на посередніх споживачів. 
Визначними представниками радянського соцреалізму вважають письменників Максима Горького, Володимира Маяковського, Михайла Шолохова, режисерів Костянтина Станіславського, Сергія Ейзенштейна, Всеволода Пудовкіна, Олександра Довженка, композиторів Сергія Прокоф'єва та Дмитра Шостаковича (з другої половини 1930-х років), живописців Бориса Йогансона, Олександра Дейнеку, Бориса Пророкова, Павла Корина, скульпторів Сергія Коньонкова, Віру Мухіну, драматурга Всеволода Вишневського тощо.

## Альтернативні назви
Про появу нового мистецького методу першим заявив Анатолій Луначарський, який ще у 1906 році назвав його «пролетарським реалізмом». В Україні «пролетарський реалізм» пропагували теоретики ВУСПП (Борис Коваленко). В 1924 році Олексій Толстой запропонував інший термін — «монументальний реалізм». 1932 року з ініціативи Івана Гронського з'явилася назва «соціалістичний реалізм». Автори усіх трьох термінів наголошували на тому, що новий художній стиль продовжує традиції реалізму XIX сторіччя, і є таким чином альтернативою модерністським течіям — таким як символізм, експресіонізм, абстракціонізм, конструктивізм тощо. Проте реалістична складова в соцреалізмі не була визначальною, на думку Андрія Синявського, який розглядав радянське мистецтво швидше як своєрідне переосмислення класицизму.

## Утвердження стилю

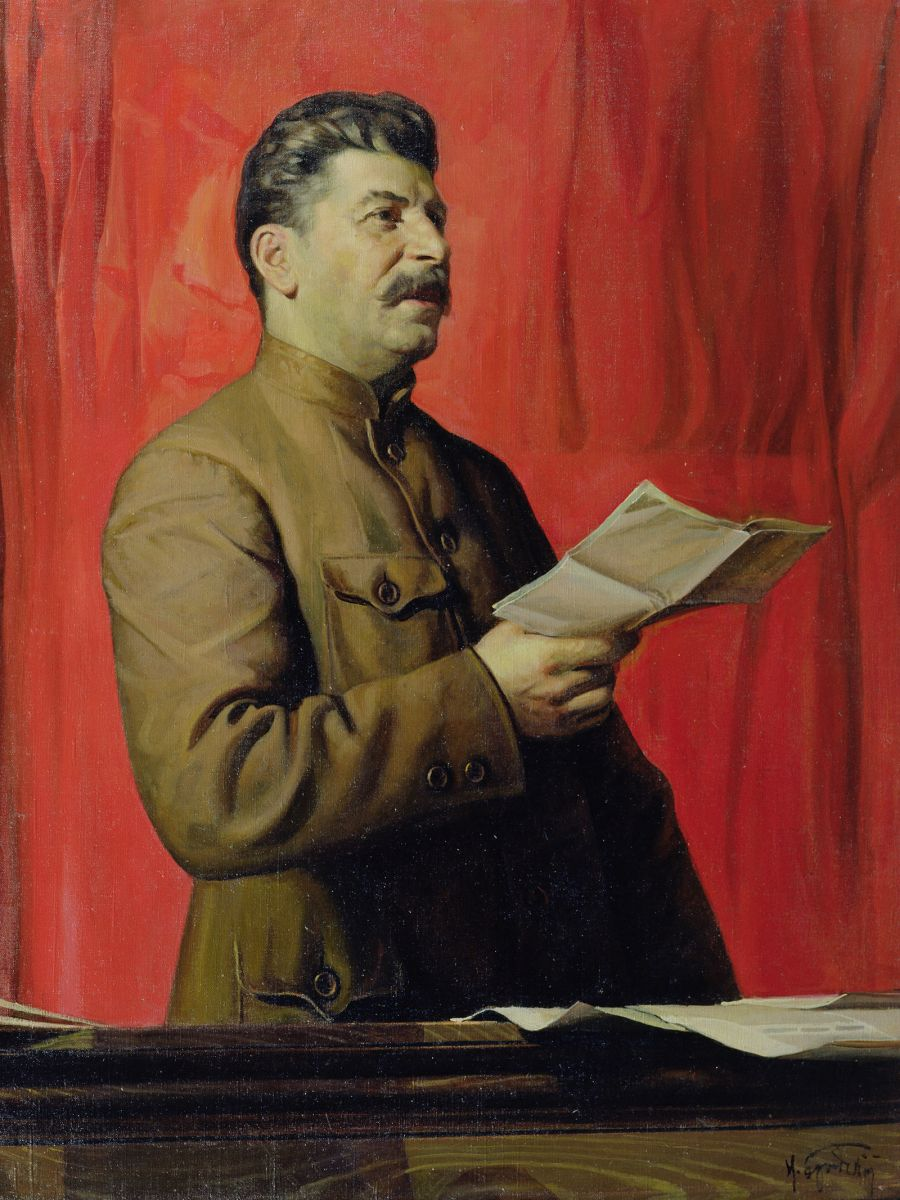
«Сталін», портрет Ісака Бродського, 1933 р.

Попередниками соцреалізму були радянські «романи виховання» 1920-х років, які просували думку, що виховання методами «колишнього світу» робить людину нездатною жити в нових реаліях, тому її потрібно «перевиховати» новими методами. Риси соцреалізму наявні вже в творах Максима Горького, Олександра Фадєєва, Олексія Толстого (після розпаду СРСР було переглянуто роль Горького у створенні соцреалізму: сучасні літературознавці заперечують належність творчості Горького до соцреалізму, деякі навіть вважають його близьким до модернізму).
Теорія соцреалізму більшою мірою була розроблена до Першого Всесоюзного з'їзду радянських письменників 1934 року. Одним з найуспішнішим його теоретиків був мистецтвознавець, письменник і драматург Анатолій Луначарський. Він запропонував розгорнуті тези щодо визначення змісту соцреалізму як методу творчості на другому засіданні оргкомітету з підготовки майбутнього З'їзду 12 грудня 1933 року.
Термін «Соціалістичний реалізм» було закріплено на Першому Всесоюзному з'їзді радянських письменників, де Максим Горький говорив про новий метод як про творчу програму, спрямовану на реалізацію гуманістичних ідей:
| «Соціалістичний реалізм стверджує буття як діяння, як творчість, мета якого — безперервний розвиток найцінніших індивідуальних здібностей людини заради перемоги її над силами природи, заради її здоров'я й довголіття, заради великого щастя жити на землі[6]. |
Діячі інших ділянок мистецтва (театр, образотворче мистецтво, кіно, музика), теж об'єднані в творчих спілках, слідом за письменниками визнали соціалістичний реалізм як основну творчу мето́ду в мистецтві. Згідно з ухвалою І з'їзду письменників СРСР:
| «Соціалістичний реалізм вимагає від митця правдивого історично-конкретного зображення дійсності в її революційному розвитку. При цьому правдивість й історична конкретність художнього зображення дійсності мусять сполучатися з завданням ідейної переробки і виховання трудящих у дусі соціалізму. Соціалістичний реалізм забезпечує мистецькій творчості виключну можливість виявлення творчої ініціативи, вибору різноманітних форм, стилів і жанрів». |

Шахтар і селянка. Скульптури на Харківському мосту, встановлені в 1954 р.

Першим еталонним текстом соцреалізму пропонувалася книга «Біломорсько-Балтійський канал імені Сталіна. Історія будівництва». Вона повинна була стати збіркою нарисів, які описують нещодавні події, вписані в історію людства. Головною формою соцреалістичної літератури став, і лишався до 1970-х, так званий виробничий роман, дія якого невідривна від індустріалізації. За висловом Максима Горького, праця повинна була стати головним героєм твору, а людина — силою, що цю працю організовує. У виробничих романах до часів німецько-радянської війни возвеличувалася самопожертва в праці та ігнорувалася професійна кваліфікація. Масове продукування таких романів позначилося на якості, що почасти компенсувалося їх адаптаціями в театрі та кіно. Наприклад, ставилися п'єси за Федором Гладковим («Цемент») і екранізувалося «Час, уперед!» Валентина Катаєва. Яскравим прикладом соціалістичного реалізму може слугувати твір Максима Горького «Мати», у якому жінка, спершу байдужа до лозунгів революції, потім ладна пожертвувати життям сина в ім'я ідеалів.
Вагому частину соцреалістичної літератури складала дитяча література, беручи на себе функцію формування нового ідеологічно підготовленого покоління. Радянська педагогічна теорія намагалася спростувати значення спадковості, натомість пропагуючи ідею, що будь-яку дитину можна виховати «правильним» чином. Уже в 30-х роках значно активізувалась полеміка навколо літератури для дітей та юнацтва, зразками для якої стали твори Максима Горького, Володимира Маяковського, Дем'яна Бєдного, Олександра Серафимовича. В рамках соцреалістичного виховання на початку активно відбувалася критика казки, замість якої пропонувалася «реалістична» література. Пізніше казку було почасти реабілітовано, але усунено з неї релігійні елементи. Провідниками дитячого соцреалізму стали Агнія Барто, Самуїл Маршак, Микола Носов, Корній Чуковський.
Укріпленню соцреалізму посприяла Всесоюзна сільськогосподарська виставка (ВСХВ) 1939—1941 років, яка провадила ідею плодючості соціалістичного господарства та народу. До неї приурочено такі фільми, як «Світлий шлях» (1940) та «Свинарка і пастух» (1941). У радянській архітектурі виокремилися два протиставлені вираження соцреалістичного розуміння краси. Перший «вертикальний», був монументальним, отримав вираження у так і не здійснених проєктах Палацу Рад і в повоєнних московських висотних будівлях. Натомість «горизонтальний», яким були зокрема павільйони ВСХВ, пропонував приземленість, простір. Архітектурний соцреалізм замінив функціоналізм і конструктивізм, поставивши замість їхньої механізації, усунення живого, більш органічні, зрозумілі широким масам рішення.

## Характерні риси

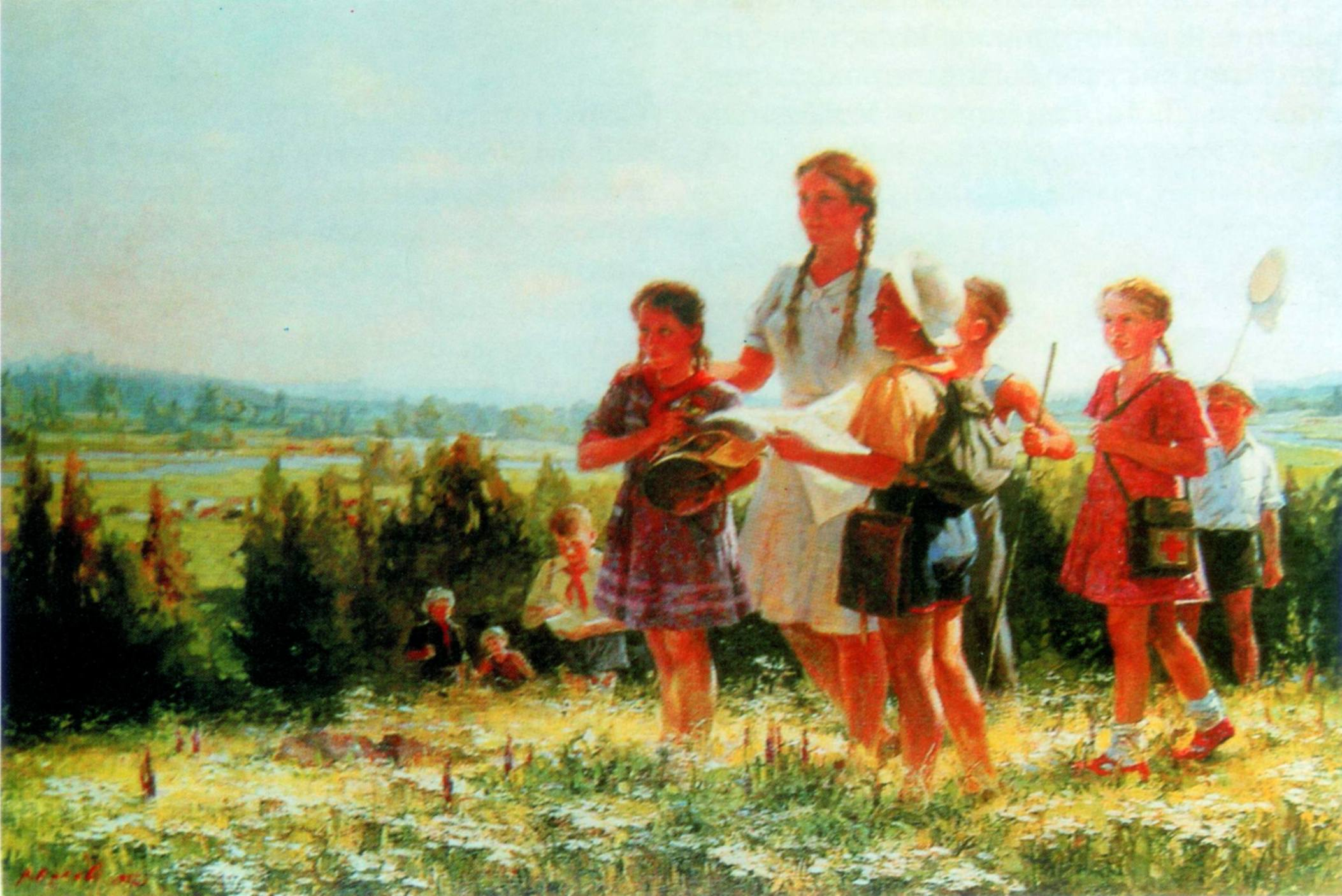
«По рідному краю», картина Василя Орлова.

Основними принципами цього напряму стали:
- 1) народність —зрозумілість, доступність літератури для простих людей: використання народних приказок, просторіч тощо;
- 2) ідейність — демонстрація побуту людей, пошук шляхів до кращого життя, змалювання героїзму радянських воїнів;
- 3) цілеспрямованість — мистецтво має допомагати будувати суспільство майбутнього, адже «поет не просто пише вірші, а допомагає своїми віршами побудові комунізму <…> Людській природі властивий потяг до мети. Я простягаю руку з метою отримати гроші. Я йду до кінотеатру з метою провести час у товаристві гарненької дівчини»;
- 4) поєднання реалізму й радянської романтики — лозунг «правдиво зображувати життя в його революційному розвиткові» закликає відображати дійсність в ідеальному світлі, подавати ідеальну інтерпретацію реальному, оскільки «революційний розвиток» — не що інше, як рух до комунізму, до ідеалу, у світлі якого й варто описувати реальність, себто життя соцреалісти описували таким, яким воно повинно було стати;
- 5) виховний потенціал — більшість текстів демонструє метаморфозу як окремих людей, так і цілих колективів. Ще Йосип Сталін зазначав, що письменник є «інженером людських душ», а отже, повинен виступати як пропагандист, виховуючи читачів у дусі відданості партії та її ідеалам;
- 6) наявність одного чи кількох позитивних героїв — нівелювання негативних рис особистості, змалювання людини без суттєвих внутрішніх суперечностей;
- 7) звеличення партії, ідей соціалізму, комунізму, уславлення вождів.

Анатолій Луначарський головною рисою соцреалізму визначав те, що він не пізнає реальність (як це робить «буржуазний реалізм»), а конструює її. Як метод, він зображає дійсність наповненою розвитком, рухом, безперервною боротьбою протилежностей, які ведуть до заздалегідь відомої мети — побудови комунізму. Луначарський визнавав, що світ має багато недосконалостей і їх не потрібно замовчувати, але будь-яка проблема повинна зображатися як тимчасова, яка може бути подолана і вже долається.
Соцреалізм проголошувався фінальним етапом розвитку мистецтва, що усуває розділення на мистецтво для мас і еліти. Цим виправдовувалося чому він продукував твори з розрахунку на посередню людину. У соцреалізмі масове завжди переважало над особистим, зокрема потреби суспільства завжди зображалися вищими за потреби окремої особи. Якщо персонаж мусив обирати між обов'язком перед суспільством і почуттями, то неодмінно на користь обов'язку.
Німецький славіст Ганс Гюнтер виокремлював як окремі риси соцреалістичного стилю народність, героїзм та монументальність. У поєднанні вони диктували заборону на такі деталі, що могли б поставити під сумнів успіхи побудови нового суспільства. Майже неможливо було зображати хвороби, вмирання, відверту сексуальність. Страждання та помирання могло стосуватися лише героїчної жертви, котра йде на користь спільній справі.
Жінка в соцреалізмі позбавлена індивідуальності, вона слугує уособленням плодючості народу (передусім російського), зокрема селянства. Якщо у 1920-ті роки «баба» уособлювала відсталі елементи в російському селянстві, то на етапі колективізації їй на зміну приходить свідома колгоспниця; прогресивну андрогінну «товаришку» замінює «соратниця в праці» з вираженими округлими тілесними формами.
Характерна риса соцреалізму полягає в опорі на реальні події, котрі відбулися нещодавно. Цим соцреалізм просував ідею, що реальність цікавіша за вигадку. Соцреалізму проте властиво не показувати дійсність такою, яка вона є насправді, а вдаватися до фальшивих узагальнень. Він подавав як типове найкращі, постановочні приклади. При цьому він не ставив питань, на які споживачі шукали б відповіді, а вже наперед давав їх. Як наслідок, твори соцреалізму обмежувалися набором кліше, шаблонних діалогів і монологів, сцен і персонажів.
Соцреалізм як новий метод, передусім літературний, потребував еталонних текстів, які підтверджували б його дієвість. Передбачалося, що такі тексти створюватимуться за активної участі влади. Звідси походить така риса соцреалізму, як виправдання поточної лінії комуністичної партії. Позиція авторів завжди мусила збігатися з позицією художніх персонажів і виражатися через неї.
Конфлікт у соцреалістичних творах не міг бути наслідком внутрішньої суперечливості соціалізму. Джерелом конфлікту поставав або непримиренний антагоніст — класовий ворог, або людина-пережиток минулого чи конкурент (з яким можна примиритися, «перевиховати» його).

## Критика
Ще до появи терміна «соцреалізм» російський мистецтвознавець Борис Арватов називав розвиток радянського мистецтва «запаленням реальності» та «міражем, що має приховати потворності життя».
Український історик Антін Синявський пояснював, що соціалістичний реалізм відштовхується не від сучасності, а від комунізму як мети. Це зумовило досить примітивну та однорідну тематику соцреалістичних творів: «або панегірики комунізму та всього, що з ним пов'язане, або сатира на його численних ворогів, або, нарешті, — всілякі описи життя, „в його революційному розвитку“, тобто знов-таки в русі до комунізму». Звідси — обов'язковий щасливий фінал з торжеством радянського способу життя та заборона на такі теми, як втрачені ілюзії, розбиті надії, нездійснені мрії. Соціалістичний реалізм «виходить з ідеального зразка, якому він уподібнює реальну дійсність», диктує вимогу «зображати правду в ідеальному освітленні, давати ідеальну інтерпретацію реального, писати про належне як дійсне».
Російський і американський філософ, культуролог Борис Парамонов писав, що соцреалізм виявився згубним, оскільки переніс міф з духовної сфери в повсякденне життя. Постійно підмінюючи реальне ідеальним, він сприяв дедалі більшому розходженню між очікуваним і досягнутим. Соцреалізм загнав реалізм у підпілля, проголосив саму реальність хибною, а вигадку — правдивою. Український філолог, письменник Георгій Почепцов пояснював, що «СРСР завищував і себе і своїх громадян. І це було важливою причиною оптимістичного самопочуття».
Французький філософ, публіцист Альбер Камю стверджував, що «справжній об'єкт соціалістичного реалізму — це реальність, що на сьогоднішній день не існує», оскільки соціалізму в класичному розумінні ніколи не було побудовано в СРСР.
Український маляр, член Спілки художників України Степан Луцик дав таке визначення напрямові: «Соцреалізм явився штучним витвором немистецького походження, „методом“ — як офіційно названо його, — для перестроєння мистецтва всіх народів Радянського Союзу на рейки соціалістичного будівництва та большевицької пропаганди з виключною орієнтацією на всеросійське мистецтво. З другого боку, це засіб нищення національно відрубних мистецьких культур поодиноких народів».

## Соцреалізм за межами СРСР

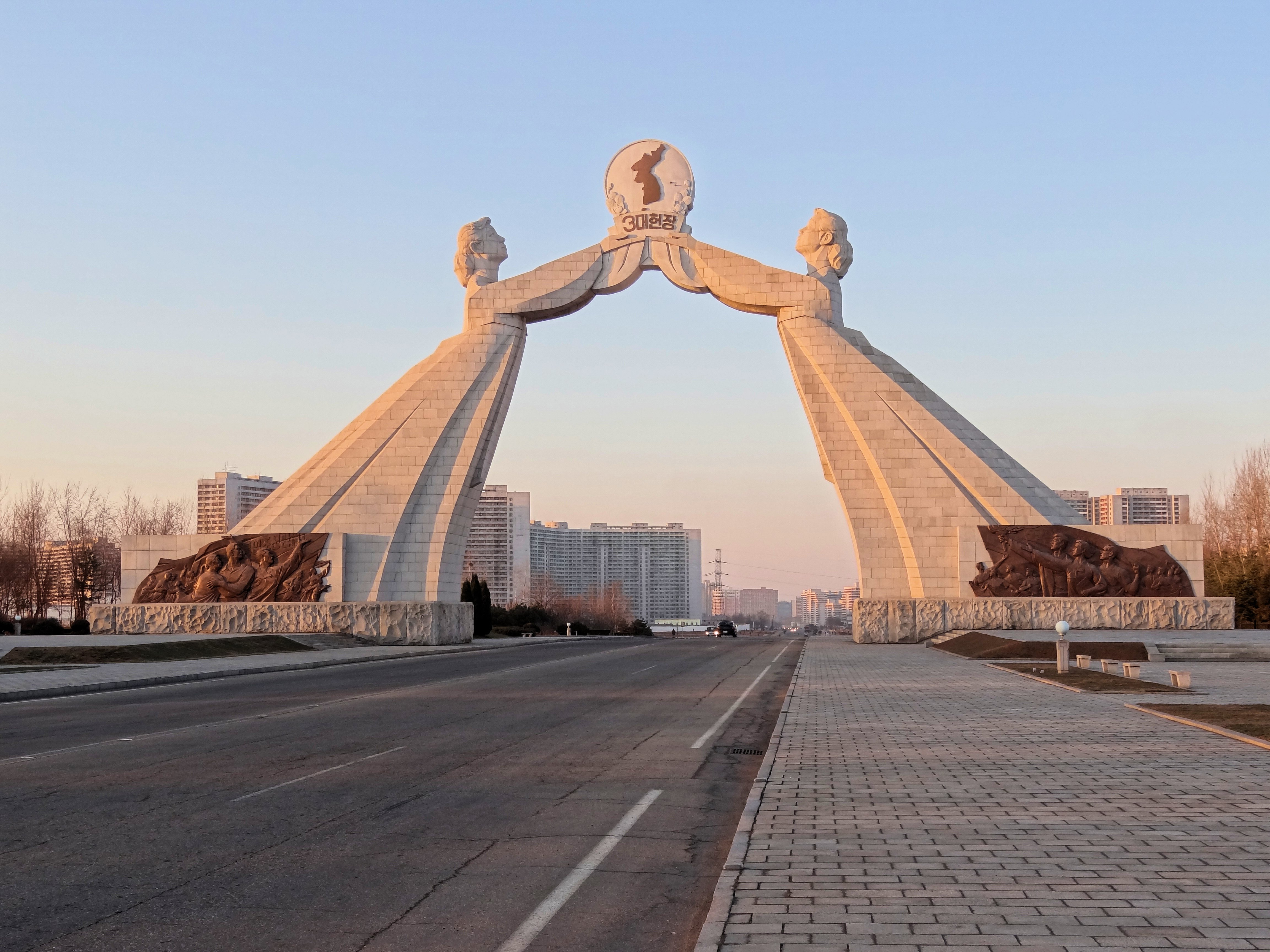
«Арка возз'єднання» Кореї, збудована в 2001 р., Північна Корея.

Тенденції радянського соцреалізму продовжилися в країнах Варшавського договору. Так, одним із примітних прикладів соцреалістичної архітектури є Палац культури та науки у Варшаві. Проте після смерті Сталіна ідеологічний тиск СРСР у Польщі послабився. Тамтешній соцреалізм, не маючи єдиної концепції, фактично тривав лише 5 років: з 1949 по 1954.
Витоки китайського соцреалізму вбачаються в Яньаньській конференції з літератури та мистецтва у травні 1942 року. На ній Мао Цзедун проголосив, що «Життя народу завжди є джерелом сировини для літератури та мистецтва, матеріалів у їхній природній формі, матеріалів грубих, але найважливіших, багатих і фундаментальних». Після створення Китайської Народної Республіки живопис розглядався як головний вид мистецтва на службі політичним цілям. Великого поширення набули соцреалістичні плакати в Культурну революцію (1966—1976), зображаючи ідилічні сцени праці, боротьбу з ворогами. Особливе місце посідали плакати, що прославляли Мао Цзедуна. Хоча кінець Культурної революції часто розглядається як відправна точка «сучасного», більш вільного китайського мистецтва, плакатний соцреалізм протримався до другої половини 1990-х.
У Північній Кореї аналогом соцреалізму є «мистецтво реалізму чучхе», проте відрізняється запозиченням традицій чосонського мистецтва (традиційного малюнку тушшю та пензлем на рисовому папері) та більшим психологізмом, присутністю жорстоких і кривавих сцен у зображеннях ворогів. Значна частина мистецтва Північної Кореї створена під впливом руху соцреалізму Радянського Союзу сталінської доби. Звідси виражений монументалізм різних пам'ятників і уславлення в ньому «вождів». Це єдиний приклад соцреалізму, що досі активно продукується.
На Кубі в 1970-і творча свобода попереднього десятиліття змінилася суворішим підпорядкуванням ідеям соціалістичної революції на фоні посилення зв'язків із Радянським Союзом. Попри це кубинські кінематографісти знайшли різноманітність нової естетики, натхненної радянським соціалістичним реалізмом, французьким нувель ваґ та італійським неореалізмом.
Вплив соцреалізму відзначається в творах американського художника й комуністичного діяча Вільяма Гроппера.

## Галерея

«Завдання партії виконаємо!», плакат 1957 р.
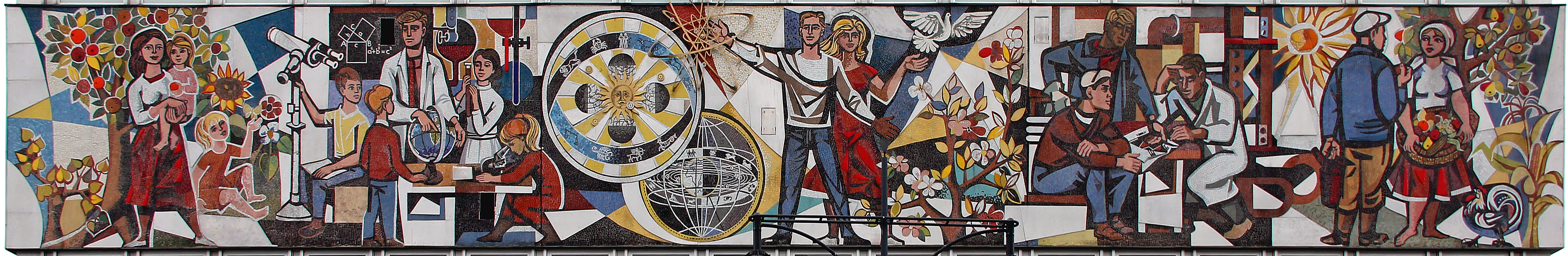
Мозаїка в Німецькій Демократичній республіці , 1964 р.
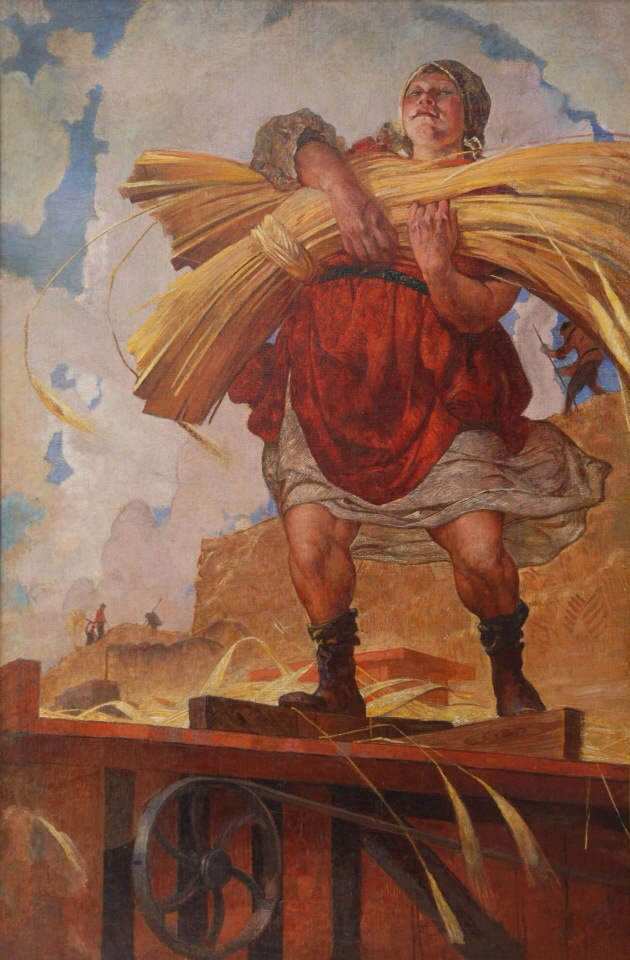
«Колгоспниця», картина Василя Костяницина, 1930-і рр.
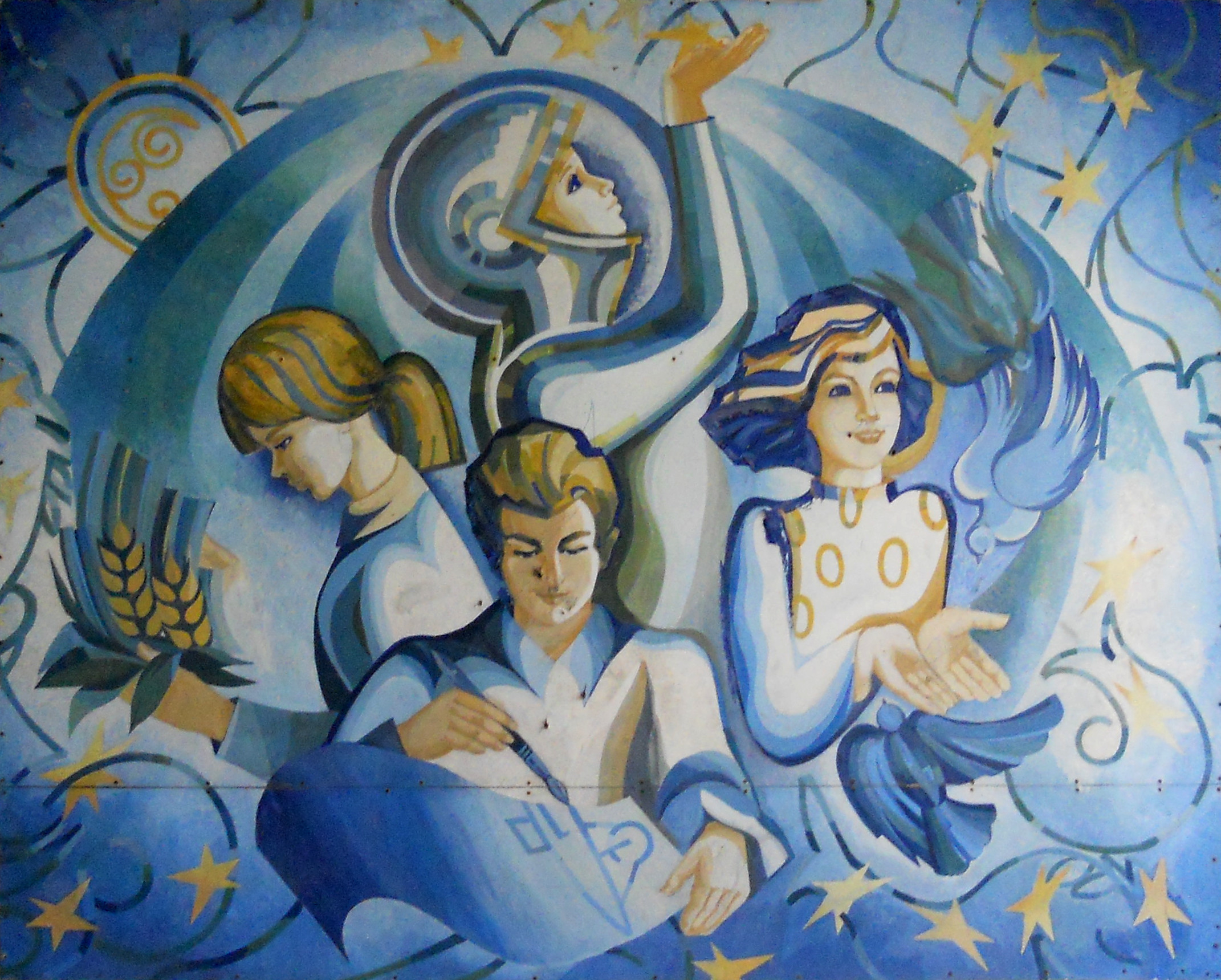
Настінний малюнок у Прип'яті, Україна
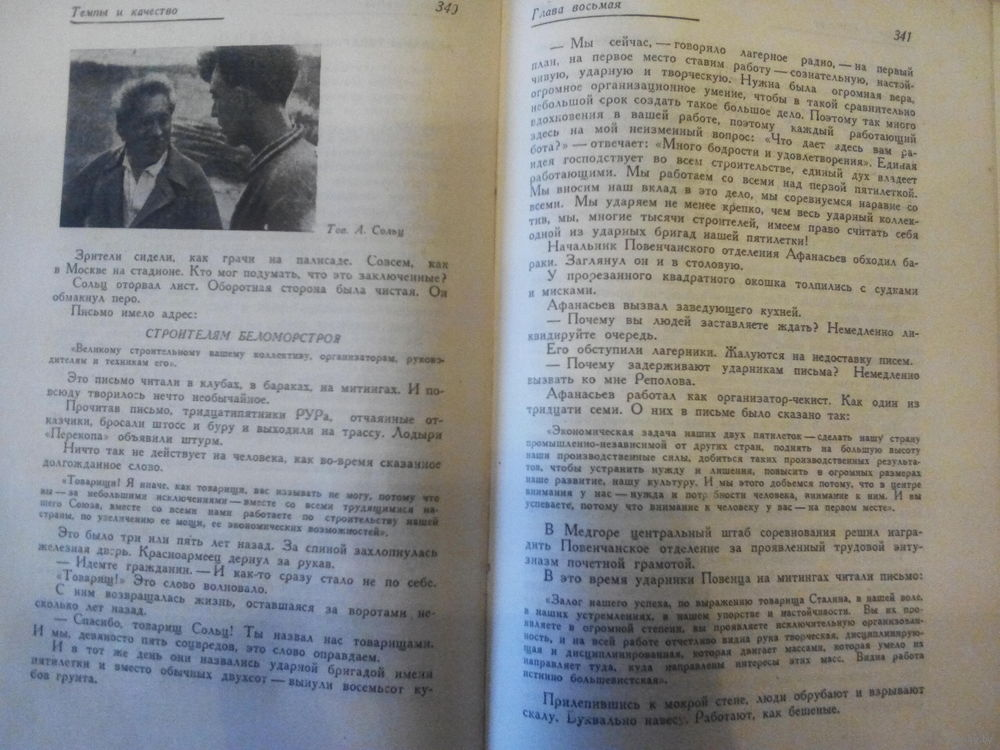
Сторінки книги «Біломорсько-Балтійський канал імені Сталіна. Історія будівництва», еталонного твору соцреалізму в літературі
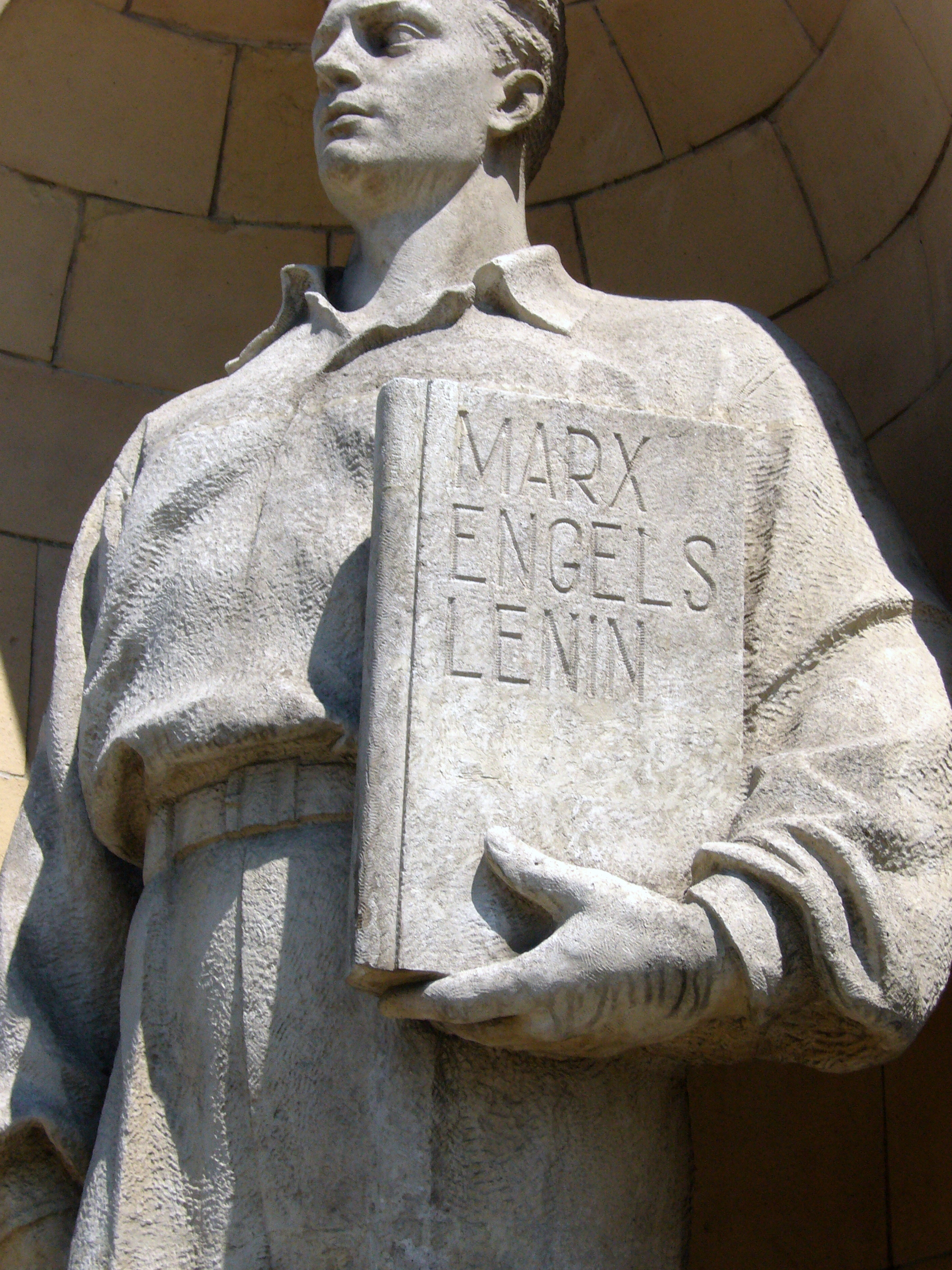
Скульптура в Польщі. Прізвище Сталіна стерте з переліку ідеологів комунізму
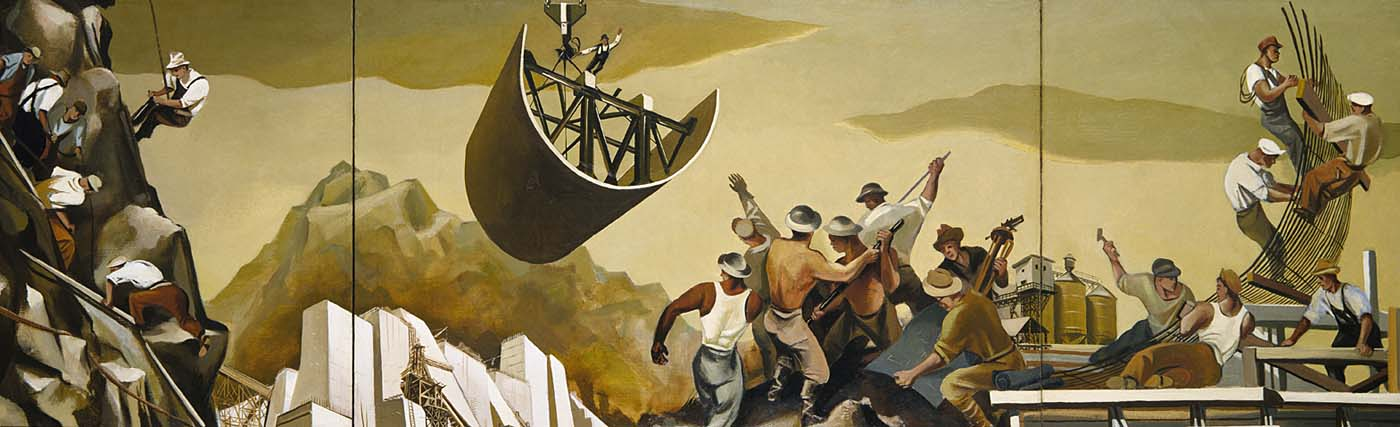
«Будівництво дамби», мурал Вільяма Гроппера, 1939 р.
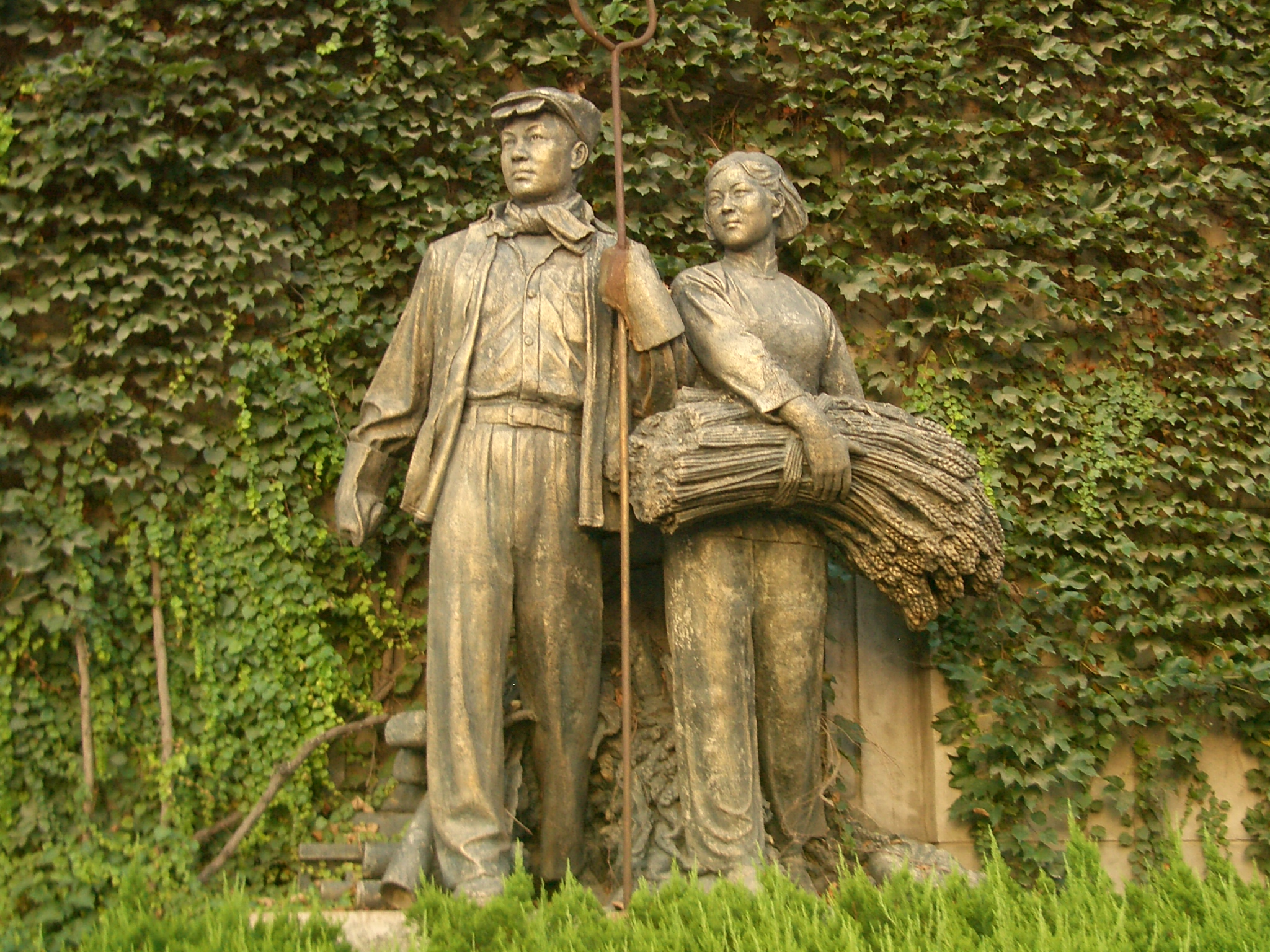
Соцреалістичні скульптури в Сіані, Китай